# 藤井寺町
藤井寺町（ふじいでらちょう）は、大阪府南河内郡にあった町。現在の藤井寺市の西半にあたる。

## 地理
- 河川：大和川

## 歴史
- 1889年（明治22年）4月1日 - 町村制の施行により、丹南郡藤井寺村・野中村・岡村の区域をもって長野村が発足。
- 1896年（明治29年）4月1日 - 所属郡が南河内郡に変更。
- 1896年（明治29年）5月4日 - 旧・錦部郡長野村との区別のため、藤井寺村へ改称。
- 1915年（大正4年）11月10日 - 小山村と新設合併し、改めて藤井寺村が発足。
- 1928年（昭和3年）10月15日 - 町制施行して藤井寺町となる。
- 1959年（昭和34年）4月20日 - 道明寺町と新設合併して藤井寺道明寺町が発足。同日藤井寺町廃止。

## 交通

### 鉄道路線
- 近畿日本鉄道
  - 南大阪線：藤井寺駅

### 道路
現在は旧町域を西名阪自動車道が通過するが、当時は未開通。

## 名所・旧跡・観光スポット・祭事・催事
- 岡ミサンザイ古墳
- 津堂城山古墳
- 西墓山古墳
- 野中アリ山古墳
- 野中古墳